# Flowerpower
Flowerpower er et slogan for en livsstil, der udviklede sig til en modestil. Det blev brugt i slutningen af 1960'erne og begyndelsen af 1970'erne som et symbol på passiv modstand (en) og ikke-vold. Den har rødder i den amerikanske opposition mod USA's engagement i Vietnamkrigen (en). Udtrykket blev opfundet af den amerikanske Beat poet Allen Ginsberg i 1965 som et middel til at omdanne krigsprotester til fredelige, bekræftende begivenheder.
Hippierne tog symbolikken til sig ved at klæde sig i tøj med broderede blomster og levende farver, bære blomster i håret og dele blomster ud til offentligheden og blev kendt som blomsterbørn. Udtrykket blev senere generaliseret som en moderne reference til hippiebevægelsen og den såkaldte modkultur med stoffer, psykedelisk musik, psykedelisk kunst og social frisind.

## Oprindelse
| Citat | Make love, not war | Citat |
|       |                    |       |

Udtrykket "Flower Power" opstod i Berkeley, Californien som en symbolsk handling i protest mod Vietnamkrigen. I et essay fra november 1965 med titlen How to Make a March/Spectacle, slog beatpoeten Allen Ginsberg til lyd for, at demonstranterne skulle forsynes med "masser af blomster", som de kunne dele ud til politifolk, presse, politikere og tilskuere. Brugen af rekvisitter som blomster, legetøj, flag, slik og musik skulle gøre antikrigsmøder til en form for gadeteater og dermed mindske den frygt, vrede og trussel, der er indbygget i protesterne. Ginsberg ønskede især at imødegå "spøgelset" fra motorcykelbanden Hells Angels , der støttede krigen, sidestillede krigsdemonstranter med kommunister og havde truet med at forstyrre planlagte antikrigsdemonstrationer ved University of California, Berkeley med vold. Ved hjælp af Ginsbergs metoder fik protesten positiv opmærksomhed, og brugen af "flower power" blev et integreret symbol i modkulturbevægelsen.
Eksperimentel indtagelse af euforiserende stoffer blev affødt af bevægelsen. Også udpræget modstand mod kernevåben, atomkraft, forurening, oprør mod traditionelle samfundnormer, ægteskab, seksualitet og børneopdragelse.